# Sima Ćirković
Sima Ćirković (* 29. Januar 1929 in Osijek, Jugoslawien; † 14. November 2009 in Belgrad, Serbien) war ein jugoslawischer bzw. serbischer Historiker.
Er promovierte 1957 an der Universität Belgrad, wo er ab 1968 als ordentlicher Professor lehrte. Sein Fachgebiet war die Mittelalterliche Geschichte der jugoslawischen Völker. Seit 1972 war er korrespondierendes Mitglied, seit 1981 Vollmitglied der Serbischen Akademie der Wissenschaften und Künste (SANU).
Er erhielt zahlreiche Auszeichnungen, unter anderem wurde ihm 2007 die Konstantin-Jireček-Medaille der deutschen Südosteuropa-Gesellschaft verliehen.

## Veröffentlichungen (Auswahl)
- Istorija srednjevekovne bosanske države (Geschichte des mittelalterlichen bosnischen Staates), 1964.
- Srbi među evropskim narodima, 2004, ISBN 86-82937-04-2; englische Ausgabe: The Serbs, 2004, ISBN 0-631-20471-7.
- O istoriografiji i metodologiji. Srednji vek (Über Historiographie und Methodologie. Das Mittelalter), 2007, ISBN 978-86-7743-060-3.